# 洞戸郵便局
洞戸郵便局（ほらどゆうびんきょく）は、岐阜県関市にある郵便局。民営化前の分類では集配特定郵便局であった。

## 概要
住所：〒501-2899 岐阜県関市洞戸通元寺155-1

## 沿革
- 1876年（明治9年）9月1日 - 市場（いちば）郵便局（五等）として開設[1]。
- 1885年（明治18年）10月1日 - 貯金取扱を開始。
- 1887年（明治20年）10月31日 - 貯金取扱を廃止。
- 1893年（明治26年）4月1日 - 為替・貯金取扱を開始。
- 1897年（明治30年）9月16日 - 洞戸郵便局に改称。
- 1974年（昭和49年）9月25日 - 電話交換業務を美山電報電話局に移管[2]。
- 1981年（昭和56年）8月24日 - 武儀郡洞戸村市場から同村通元寺に移転。
- 2007年（平成19年）10月1日 - 民営化に伴い、併設された郵便事業関支店洞戸集配センターに一部業務を移管。
- 2012年（平成24年）10月1日 - 日本郵便株式会社発足に伴い、郵便事業関支店洞戸集配センターを洞戸郵便局に統合。

## 取扱内容
- 郵便、印紙、ゆうパック、内容証明
- 貯金、為替、振替、振込、国際送金、国債
- 生命保険、バイク自賠責保険
- ゆうちょ銀行ATM
- 関市内の一部地域（〒501-28xx区域；旧洞戸村域）の集配業務

## 周辺
- 関市役所洞戸事務所（旧・洞戸村役場）
- 関市立板取川中学校(旧・関市立洞戸中学校)
- 関市立洞戸小学校
- 国道256号
- 板取川

## アクセス
- 岐阜バス 洞戸停留所下車
- 東海北陸自動車道 美濃IC、もしくは東海環状自動車道 関広見ICからそれぞれ北西へ約20km
- 駐車場あり：4台